# Фелт (Оклахома)
Фелт (англ. Felt) — переписна місцевість (CDP) в США, в окрузі Сімаррон штату Оклахома. Населення — 77 осіб (2020).

## Географія
Фелт розташований за координатами 36°33′48″ пн. ш. 102°47′41″ зх. д. / 36.56333° пн. ш. 102.79472° зх. д. (36.563366, -102.794790).  За даними Бюро перепису населення США в 2010 році переписна місцевість мала площу 1,36 км², уся площа — суходіл.

## Демографія
Згідно з переписом 2010 року, у переписній місцевості мешкали 93 особи в 36 домогосподарствах у складі 27 родин. Густота населення становила 68 осіб/км².  Було 53 помешкання (39/км²).
Расовий склад населення:
| - 84,9 % — білих - 10,8 % — осіб інших рас |

До двох чи більше рас належало 4,3 %. Частка іспаномовних становила 37,6 % від усіх жителів.
За віковим діапазоном населення розподілялося таким чином: 30,1 % — особи молодші 18 років, 48,4 % — особи у віці 18—64 років, 21,5 % — особи у віці 65 років та старші. Медіана віку мешканця становила 39,5 року. На 100 осіб жіночої статі у переписній місцевості припадало 106,7 чоловіків;  на 100 жінок у віці від 18 років та старших — 103,1 чоловіків також старших 18 років.
Середній дохід на одне домашнє господарство  становив 56 289 доларів США (медіана — 48 125), а середній дохід на одну сім'ю — 66 978 доларів (медіана — 67 083). За межею бідності перебувало 35,2 % осіб, у тому числі 53,1 % дітей у віці до 18 років та 25,0 % осіб у віці 65 років та старших.
Цивільне працевлаштоване населення становило 40 осіб. Основні галузі зайнятості: сільське господарство, лісництво, риболовля — 70,0 %, освіта, охорона здоров'я та соціальна допомога — 22,5 %, публічна адміністрація — 7,5 %.